# Raosentis thapari
Raosentis thapari är en hakmaskart som beskrevs av Rai 1967. Raosentis thapari ingår i släktet Raosentis och familjen Quadrigyridae. Inga underarter finns listade i Catalogue of Life.